# Liste de villes d'Algérie

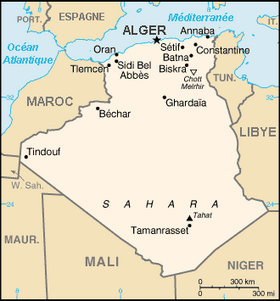
Carte de l'Algérie

Cet article liste les villes d'Algérie, en commençant par la ville la plus peuplée, puis les villes  moyennes d'Algérie suivies par les petites villes, par ordre alphabétique selon le recensement de 2008. 
La population d’une unité urbaine (agglomération intercommunale ou ville isolée) retenue par le recensement de 2008, est celle vivant dans la zone géographique délimitée par son périmètre d’agglomération et ne tient pas compte de la population éparse, ni des limites administratives. Les principaux critères de classification des unités urbaines utilisés par l'ONS sont : la taille de l’agglomération qui doit dépasser les 5 000 habitants, le rang administratif et la proportion de d’activité agricole. Selon les catégories définies par l'État algérien en 2001 et 2006, les agglomérations urbaines sont classées principalement en fonction de leur nombre d'habitants : 
- Métropole, la population communale ou intercommunale totalise au moins 300 000 habitants, 4 grandes agglomérations nationales portent cette étiquette, il s'agit de la capitale Alger ou plus communément le Grand Alger au centre du pays, suivie d'Oran (nord-ouest), de Constantine et d'Annaba (nord-est) ;
- Grande ville, la population totalise au moins 100 000 habitants ;
- Ville moyenne, la population est comprise entre 50 000 et 100 000 habitants ;
- Petite ville, la population est comprise entre 20 000 et 50 000 habitants ;
- Agglomération urbaine, espace urbain abritant une population agglomérée d'au moins 5 000 habitants.

## Tableau des grandes villes

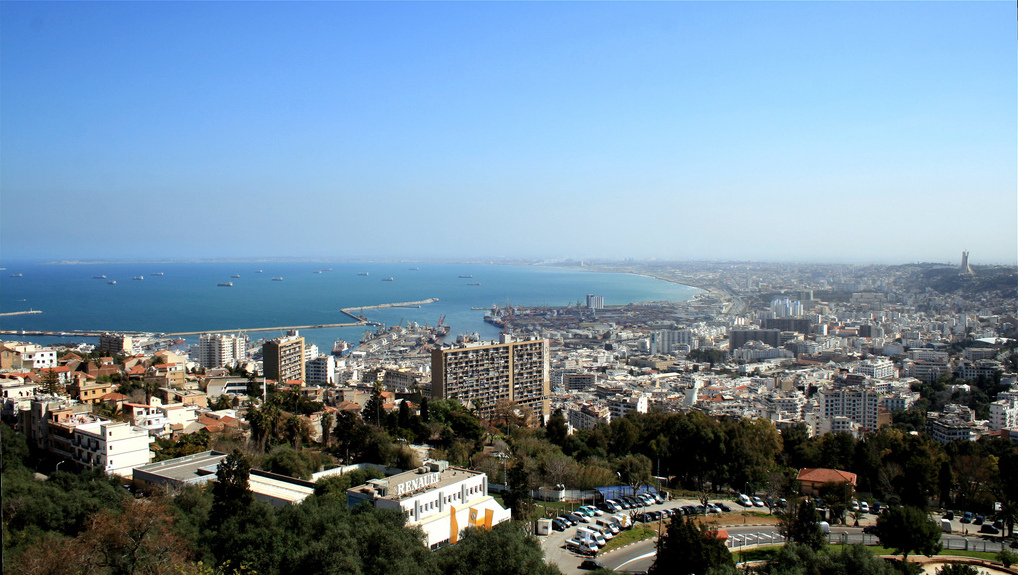
Alger
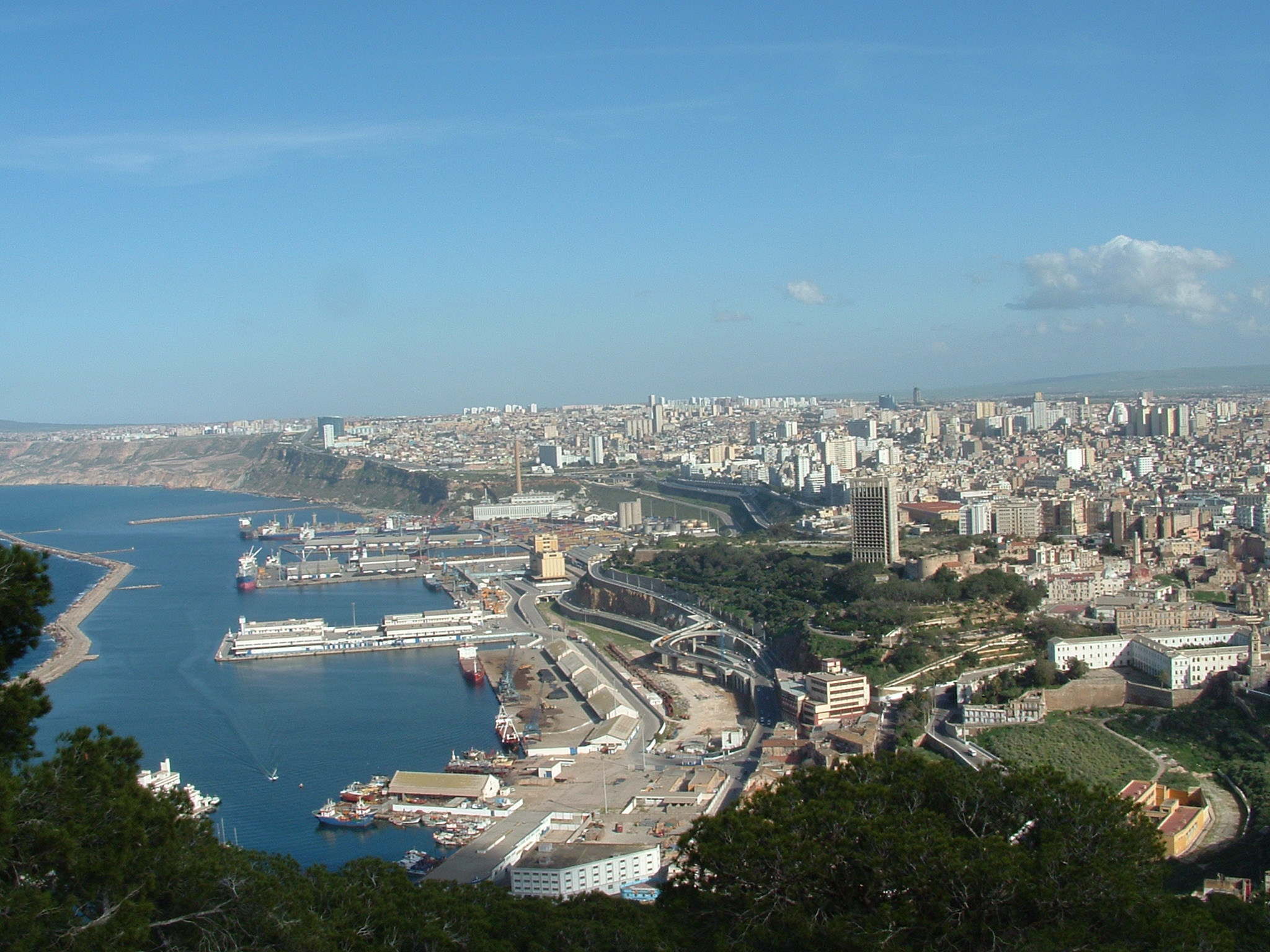
Oran
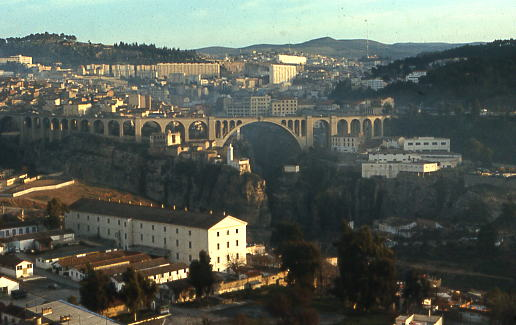
Constantine
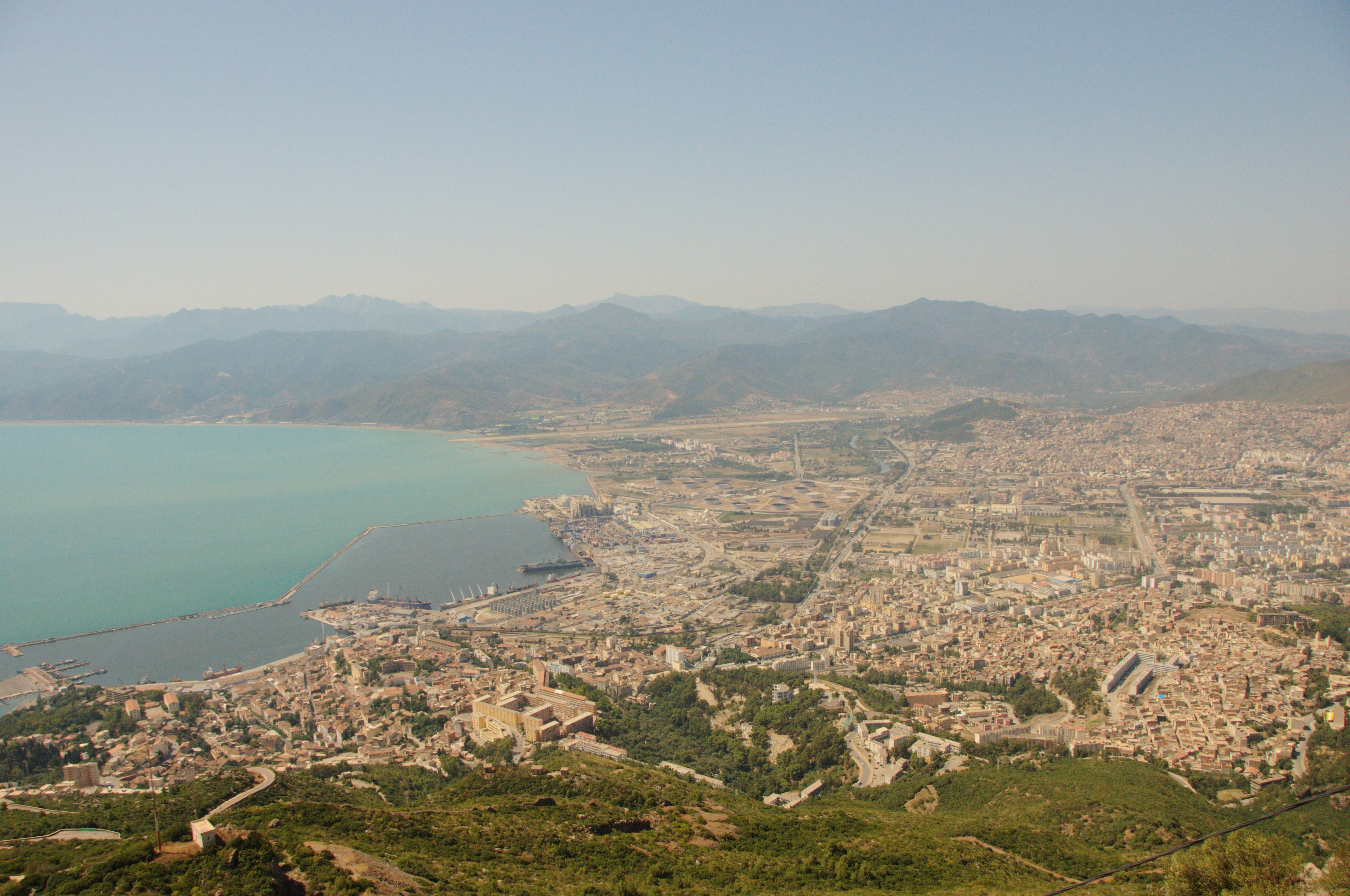
Béjaïa
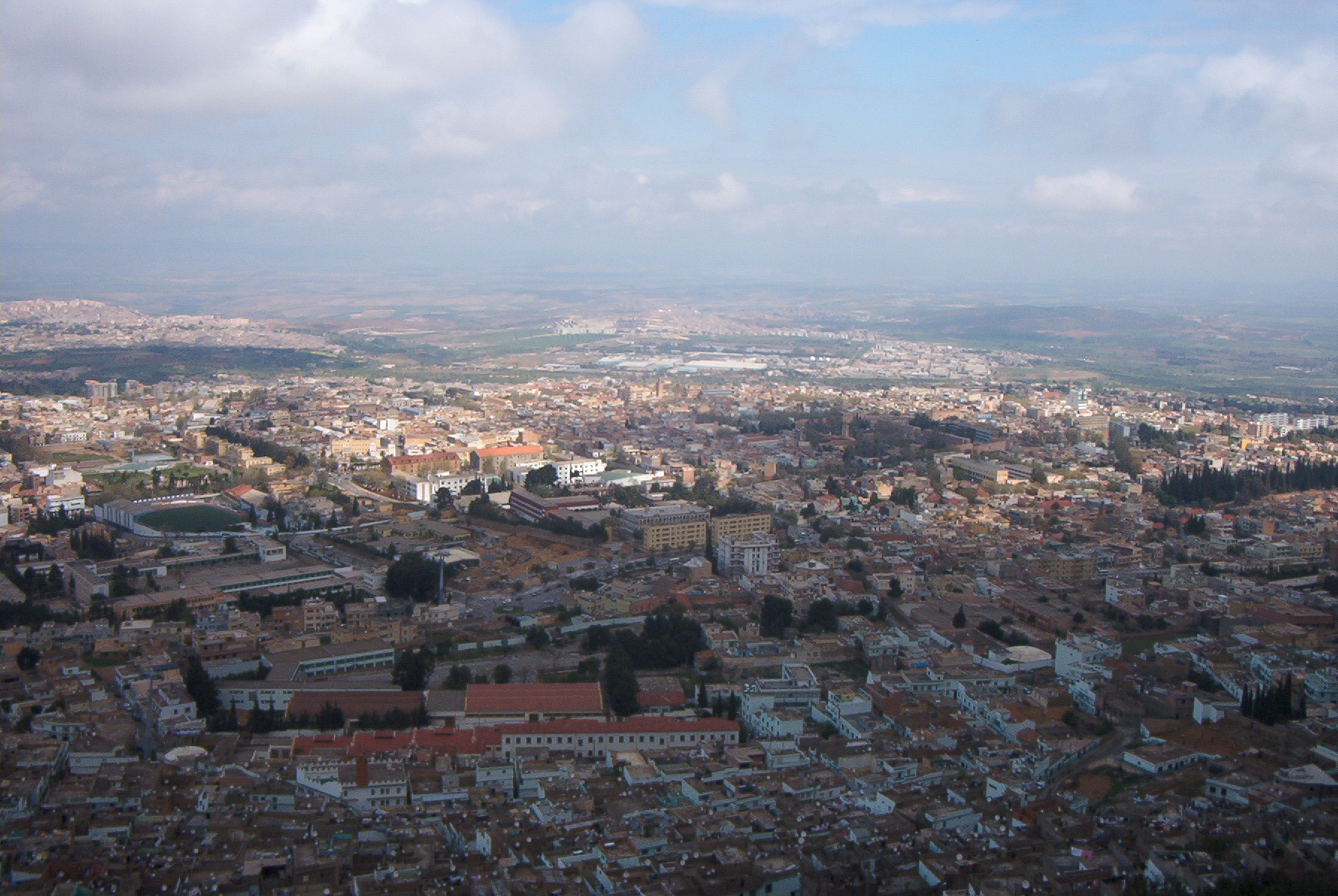
Tlemcen
Ghardaïa

Ceci est la liste des villes d’Algérie de plus de 100 000 habitants répertoriées dans un tableau, tenant compte des recensements du 25 juin 1998, et du RGPH 2008 (population municipale ainsi que la population agglomérée), la wilaya à laquelle chaque ville appartient y figure également. La plus grande ville est Alger avec un nombre d'habitants de 3 000 000 (1er janvier 2009) (plus de 4 000 000 pour le grand Alger) ce qui représente 11 % des habitants de tout le pays.
Des villes comme Alger, Oran, Constantine, Annaba, Mostaganem, Blida, Tlemcen, El Oued, etc ; s'étalent sur plus d'une commune, le recensement municipal en 2008 dans le tableau prend en compte la population de la commune. En 2008, l'Algérie comptait 137 agglomérations organisées en 37 agglomérations urbaines intercommunales (AUIC). 
| #  | Ville              | Nom arabe     | Nom berbère        | Population 1998 | Population municipale 2008 | Population agglomérée 2008 | Wilaya             |
| -- | ------------------ | ------------- | ------------------ | --------------- | -------------------------- | -------------------------- | ------------------ |
| 01 | Alger              | الجزائر       | Dzayer             | 2 086 212       | -                          | 2 364 230                  | Alger              |
| 02 | Oran               | وهران         | Wahren             | 735 166         | 609 940                    | 803 329                    | Oran               |
| 03 | Constantine        | قسنطينة       | Qsenṭina           | 479 122         | 448 374                    | 448 028                    | Constantine        |
| 04 | Annaba             | عنابة         | Ɛennaba            | 331 539         | 257 359                    | 342 703                    | Annaba             |
| 05 | Blida              | البليدة       | Blida              | 249 553         | 163 586                    | 331 779                    | Blida              |
| 06 | Batna              | باتنة         | Tabatent           | 246 800         | 290 645                    | 289 504                    | Batna              |
| 07 | Djelfa             | الجلفة        | Ǧelfa              | 158 679         | 289 226                    | 265 833                    | Djelfa             |
| 08 | Sétif              | سطيف          | Sṭif               | 214 842         | 288 461                    | 252 127                    | Sétif              |
| 09 | Sidi bel Abbès     | سيدي بلعباس   | Sidi Belɛebbas     | 183 931         | 212 935                    | 210 146                    | Sidi bel Abbès     |
| 10 | Biskra             | بسكرة         | Beskra             | 177 060         | 205 608                    | 204 661                    | Biskra             |
| 11 | Tébessa            | تبسة          | Tbessa             | 154 335         | 196 537                    | 194 461                    | Tébessa            |
| 12 | El Oued            | الوادي        | Iɣẓer              | 146 521         | 134 699                    | 186 525                    | El Oued            |
| 13 | Skikda             | سكيكدة        | Skikda             | 169 528         | 163 618                    | 182 903                    | Skikda             |
| 14 | Tiaret             | تيارت         | Tahert             | 148 850         | 201 263                    | 178 915                    | Tiaret             |
| 15 | Béjaïa             | بجاية         | Bgayet             | 144 405         | 177 988                    | 176 139                    | Béjaïa             |
| 16 | Tlemcen            | تلمسان        | Tlemsan            | 156 258         | 140 158                    | 173 531                    | Tlemcen            |
| 17 | Ouargla            | ورقلة         | Wareglan           | 139 381         | 133 024                    | 169 927                    | Ouargla            |
| 18 | Béchar             | بشار          | Beccar             | 134 523         | 165 627                    | 165 241                    | Béchar             |
| 19 | Mostaganem         | مستغانم       | Mestɣanem          | 139 210         | 145 696                    | 162 885                    | Mostaganem         |
| 20 | Bordj Bou Arreridj | برج بو عريريج | Borǧ Boɛririǧ      | 129 004         | 168 346                    | 158 812                    | Bordj Bou Arreridj |
| 21 | Chlef              | الشلف         | Clef               | 125 234         | 178 616                    | 155 134                    | Chlef              |
| 22 | Souk Ahras         | سوق أهراس     | Tagast / Suq Ahras | 114 512         | 155 259                    | 153 479                    | Souk Ahras         |
| 23 | Médéa              | المدية        | Mdiyya             | 128 427         | 138 355                    | 145 441                    | Médéa              |
| 24 | El Eulma           | العلمة        | Ɛelma              | 104 758         | 155 038                    | 145 380                    | Sétif              |
| 25 | Touggourt          | توقرت         | Tuggurt            | 114 183         | 39 409                     | 143 270                    | Ouargla            |
| 26 | Ghardaïa           | غرداية        | Tɣerdayt           | 114 512         | 93 423                     | 142 913                    | Ghardaïa           |
| 27 | Saïda              | سعيدة         | Sɛida              | 124 084         | 128 413                    | 142 497                    | Saida              |
| 28 | Laghouat           | الأغواط       | Aɣwaṭ              | 99 536          | 144 747                    | 134 372                    | Laghouat           |
| 29 | M'Sila             | المسيلة       | Tamsilt            | 102 151         | 156 647                    | 132 975                    | M'Sila             |
| 30 | Jijel              | جيجل          | Ǧiǧel              | 106 306         | 134 839                    | 131 513                    | Jijel              |
| 31 | Relizane           | غليزان        | Ɣilizan            | 114 963         | 130 094                    | 123 255                    | Relizane           |
| 32 | Guelma             | قالمة         | Galma              | 108 682         | 120 847                    | 120 004                    | Guelma             |
| 33 | Aïn Beïda          | عين البيضاء   | Tamellalt          | 88 290          | 118 662                    | 116 064                    | Oum el Bouaghi     |
| 34 | Khenchela          | خنشلة         | Xencelt            | 86 615          | 108 580                    | 114 472                    | Khenchela          |
| 35 | Bousaada           | بوسعادة       | Busɛada            | 99 766          | 125 573                    | 111 787                    | M'Sila             |
| 36 | Mascara            | معسكر         | Maskara            | 87 979          | 108 587                    | 108 629                    | Mascara            |
| 37 | Tizi Ouzou         | تيزي وزو      | Tizi Wezzu         | 76 206          | 135 088                    | 104 312                    | Tizi Ouzou         |

- Alger
- Oran
- Constantine
- Béjaïa
- Tlemcen
- Ghardaïa

## Historique

### Villes précoloniales

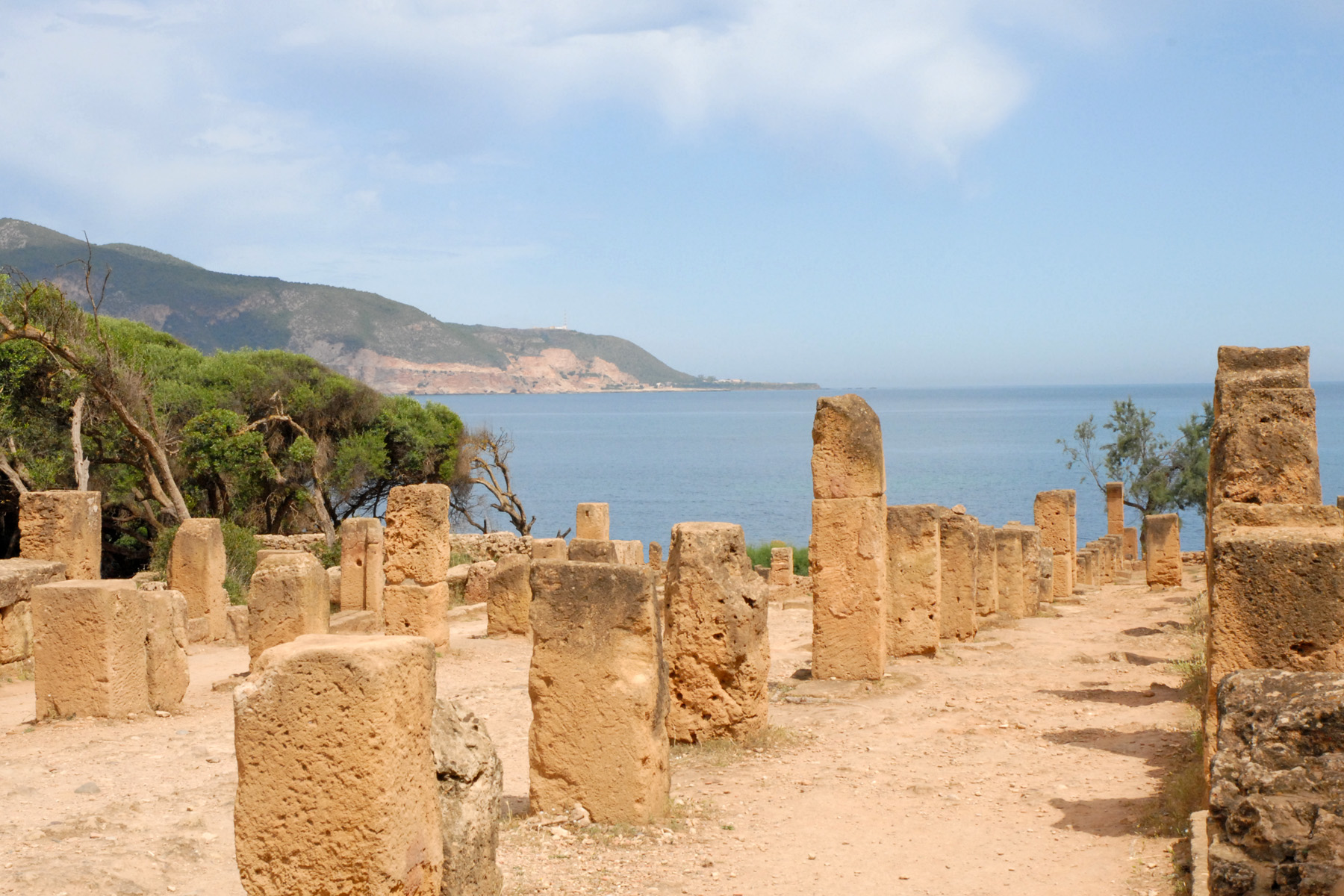
Les ruines romaines de Tipaza, ancien comptoir punique puis numide.

Le fait urbain algérien remonte à l'Antiquité, il existe des cités intérieures pré-puniques et pré-romaines comme Cirta (Constantine), et même sur le littoral à l'instar de Siga. Puis les Phéniciens et les Carthaginois ont établi des comptoirs sur le littoral. Ces sites, relayés par les ports romains et les cités de l'intérieur, sont souvent à l'origine de sites urbains actuels.
Ainsi plusieurs villes côtières comme Alger (Ikosim / Icosium), Cherchell (Iol / Caesarea), Skikda (Rusicada), Annaba (Hippone) marquent ces permanences. Dans l'intérieur, les villes de : Tébessa (Theveste), Tlemcen (Pomaria), Mila (Milev) et Constantine (Cirta) ont toujours subsisté. D'autres villes comme Guelma (Calama), Souk Ahras (Thagaste), Sétif (Sitifis), Chlef, Tipasa ont connu un déclin parfois total avant d'être recréées, ou de ne renaître depuis peu que par volonté de mémoire comme les sites de Djemila et Timgad.

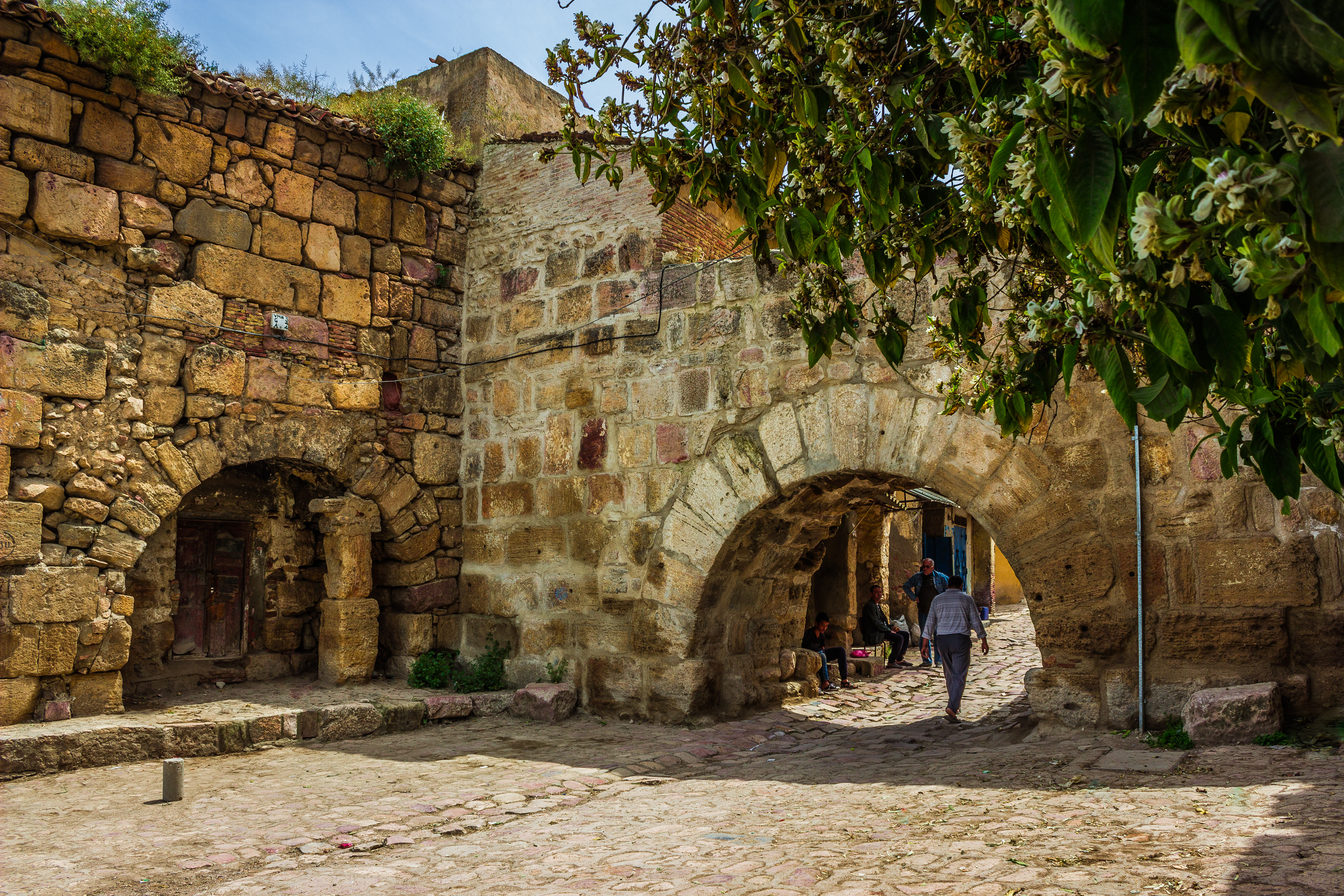
La médina de Mila conserve la muraille byzantine.

Durant la période islamique, l'intercalation, du IXe au XVe siècle, a vu naître de nouvelles villes, soit intérieures et essentiellement berbères : Tahert, Achir, Kalaa des Beni Hammad ; soit littorales et « arabes » : Oran, Béjaïa. La prédominance de la dépendance extérieure, durant la période ottomane, a mieux maintenu les ports que les villes intérieures.
En 1830, l'Algérie précoloniale comptait douze villes littorales : Ghazaouet, Oran, Mostaganem, Ténès, Cherchell, Alger, Dellys, Béjaïa, Jijel, Collo, Annaba et El Kala ; et une vingtaine de villes intérieures, entre le Tell et les piémonts méridionaux de l'Atlas saharien : Nedroma, Tlemcen, Mascara, Mazouna, Kalaa, Miliana, Koléa, Médéa, Blida, Mila, Constantine, M'Sila, Tébessa, Boussaada, Laghouat et Biskra. Le Sahara abritait les villes de Touggourt, d'Ouargla, et la pentapole du Mzab autour de Ghardaïa.

### Villes récentes

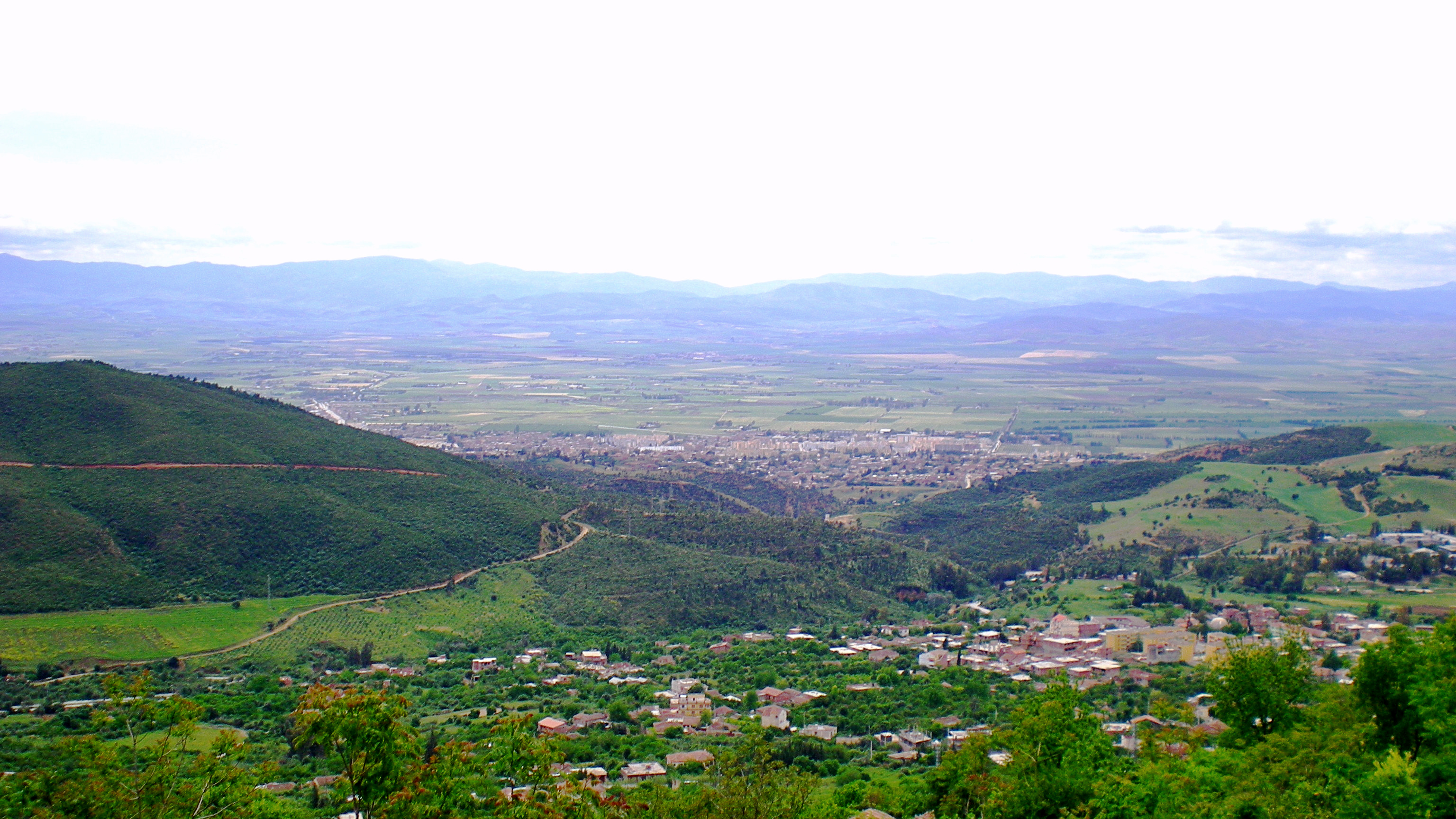
Extension de la ville de Miliana sur le piémont du Dahra, en arrière-plan Khemis Miliana qui s'est développé ultérieurement dans la vallée du Cheliff.

Durant la colonisation française, de nouvelles villes sont créées, souvent sur les sites de bordjs turcs, ou de villes antérieures, médiévales ou antiques. Ces villes sont conçues comme telles dès le départ (Sétif, Sidi Bel Abbès, Aumale), ou bien urbanisées ultérieurement : Bordj Bou Arreridj et Bouïra. Certaines créations urbaines de l'État d'Abdelkader sont à l'origine de nouveaux sites urbains comme Saïda. Après la Seconde Guerre mondiale, l'accumulation de la rente foncière, puis d'hommes par l’exode rural, a pu urbaniser les centres ruraux de colonisation les plus riches en terre, tels El Eulma ou Oued Zenati à l'Est, Oued Rhiou, Khemis Miliana vers l'Ouest, et surtout en Mitidja : El-Affroun, Hadjout.
Après l'indépendance, la croissance démographique et l'urbanisation rapide ont précipité la multiplication rapide de centres urbains sur le territoire algérien par l'urbanisation de villages, avec 95 unités en 1966, 212 en 1977, 447 en 1987 et 751 en 2008 (en tenant compte des agglomérations intercommunales). Cet étalement urbain privilégie les vallées du Cheliff et de la Soummam, les hautes plaines constantinoises, les bassins de la Seybouse et de l'Oued-el-Kebir, enfin les oasis de l'Est saharien.

## Liste des villes moyennes

### A

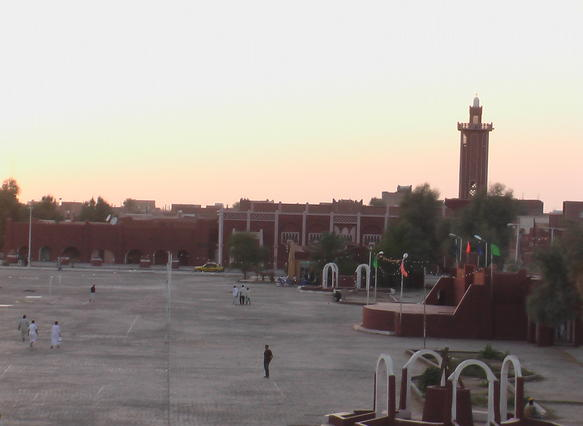
Adrar

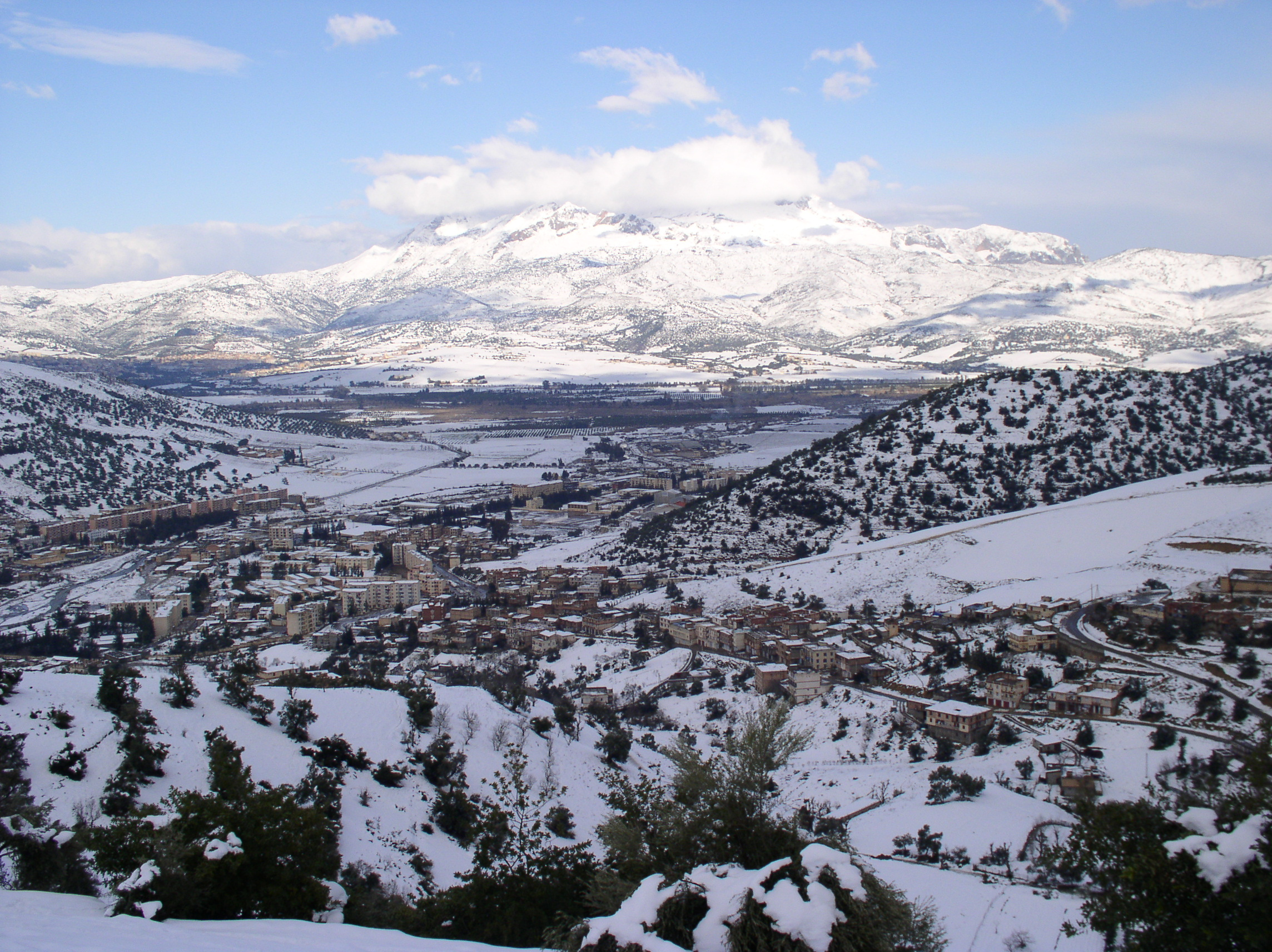
Amizour

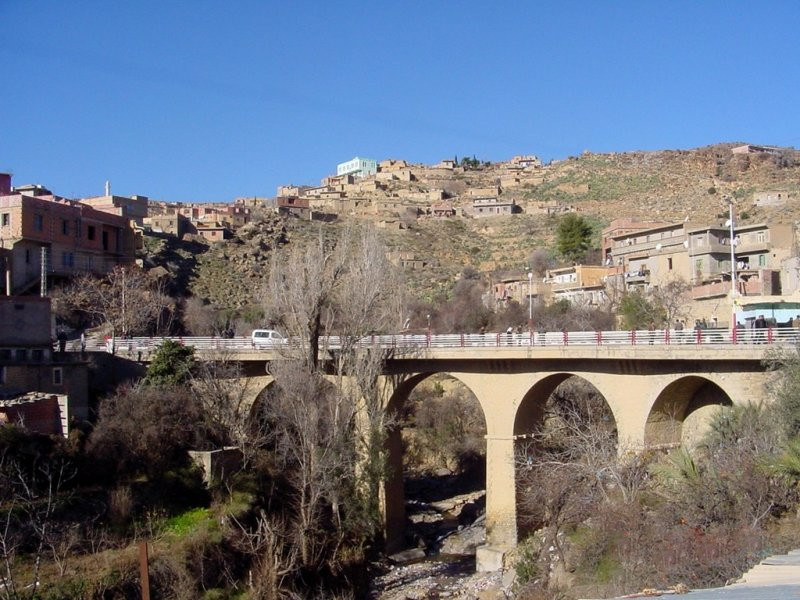
Arris

- Adrar (68 276 hab.)[a 7]
- Aflou (93 585 hab.)[a 8]
- Aïn Defla (55 259 hab.)[a 9]
- Aïn Oulmene (51 207 hab.)[a 10]
- Aïn Oussara (98 107 hab.)[a 11]
- Aïn M'lila (65 371 hab.)[a 12]
- Aïn Témouchent (70 810 hab.)[a 13]
- Aïn Touta (55 736 hab.)[a 14]

### B

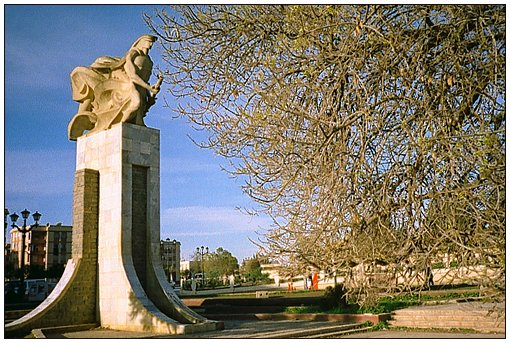
Bouira

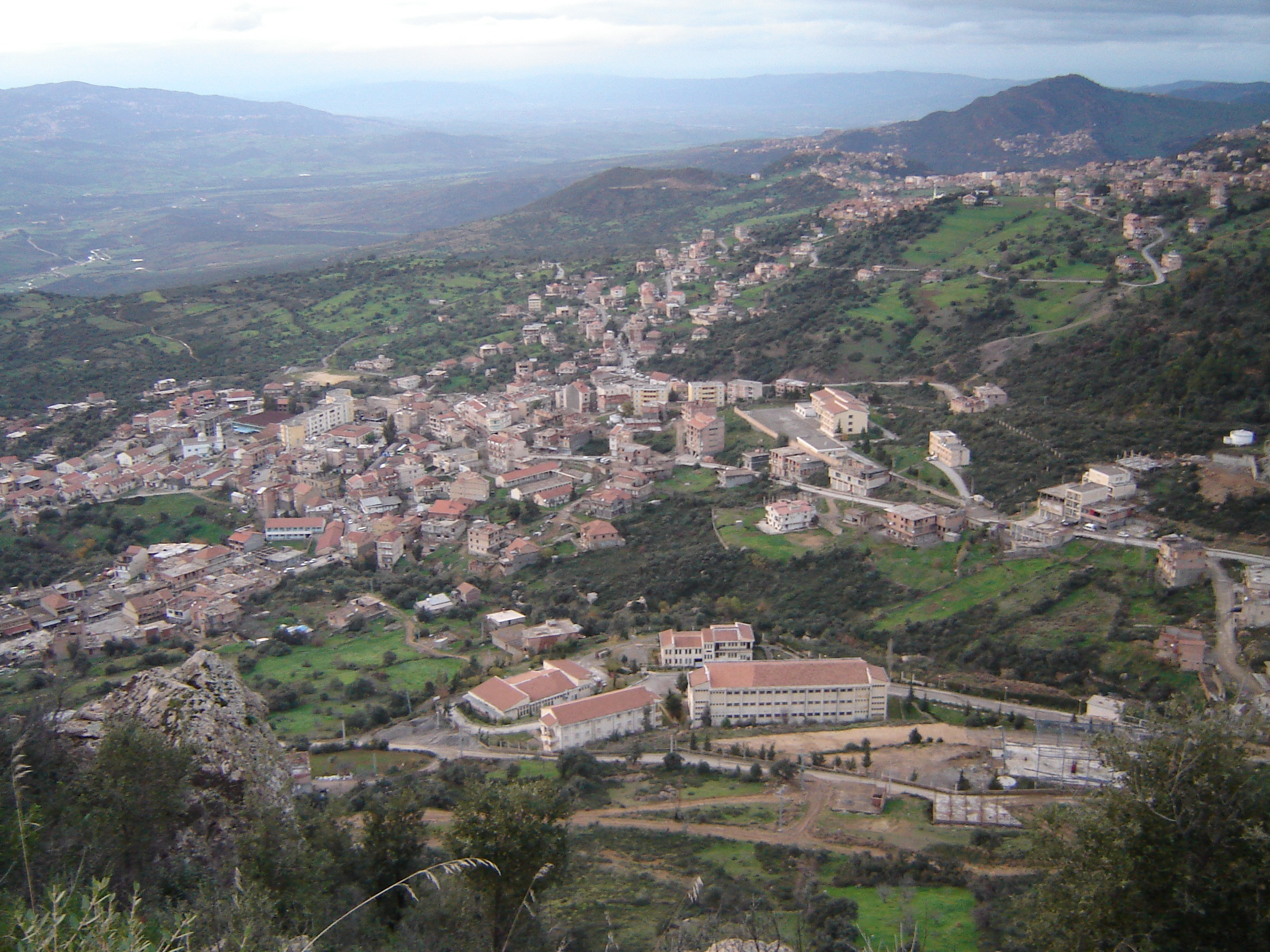
Bouzeguen

- Barika (98 141 hab.)[a 14]
- Berrouaghia (55 775 hab.)[a 15]
- Bir el-Ater (70 749 hab.)[a 16]
- Boufarik (57 162 hab.)[a 17]
- Bouira ( 98 651 hab.)[a 18]

### C

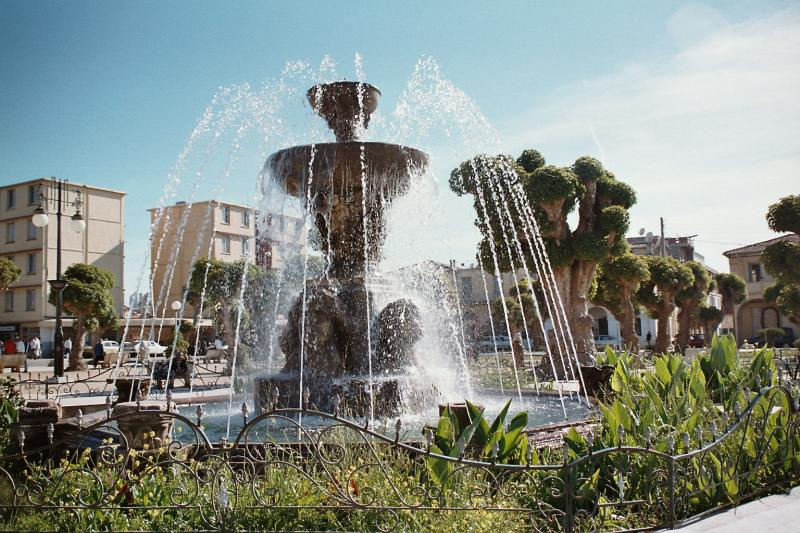
Cherchell

- Chelghoum Laid (54 495 hab.)[a 19]
- Cheria (66 160 hab.)[a 16]
- Chettia (65170 hab.)[a 20]

### E

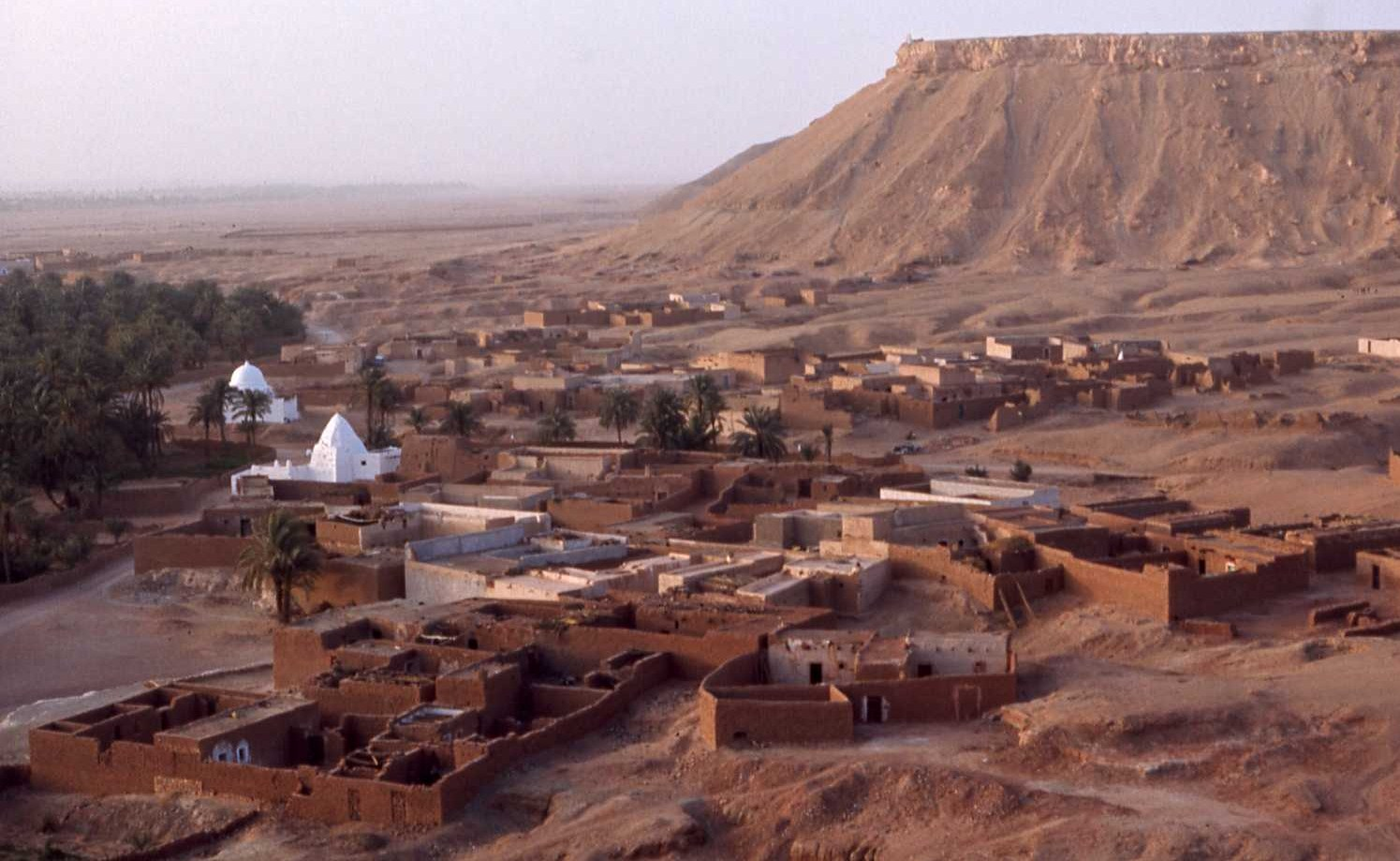
El Menia

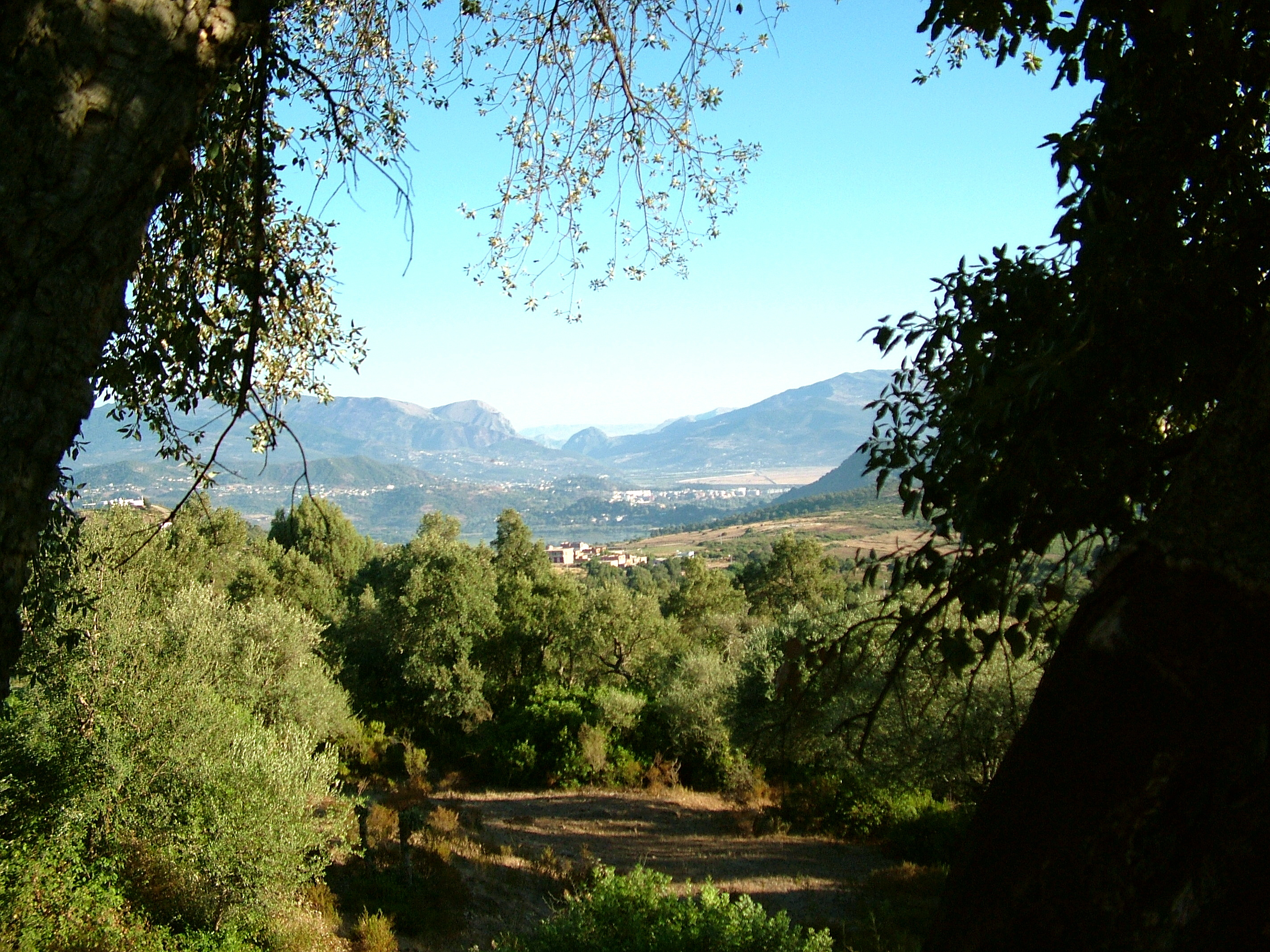
El Milia

- El Bayadh (85 577 hab.)[a 21]
- El Ménéa (57 344 hab.)[a 22]

### G
- Guerara (58 572 hab.)[a 22]

### H

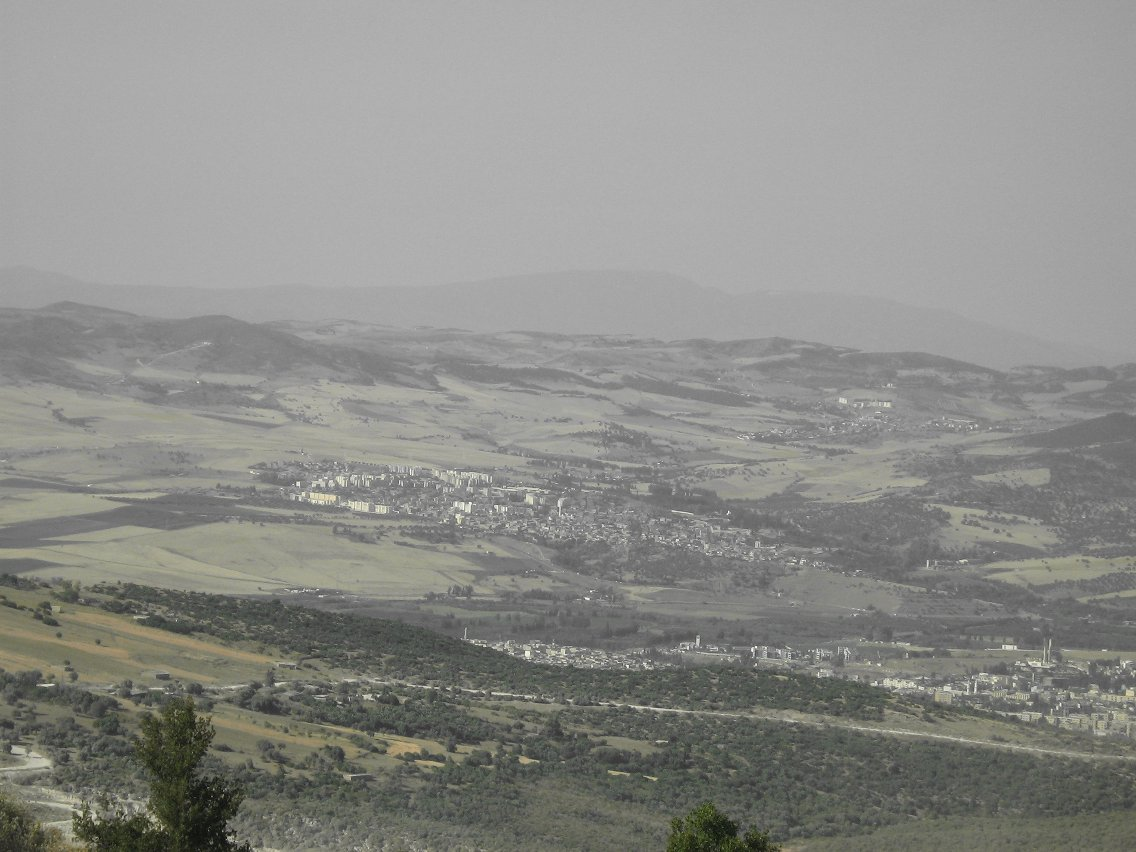
Héliopolis.

- Hassi Bahbah (77 000 hab.)[a 11]

### K
- Khemis Miliana (80 512 hab.)[a 9]
- Ksar Chellala (51 451 hab.)[a 23]
- Ksar El Boukhari (59 634 hab.)[a 15]

### M

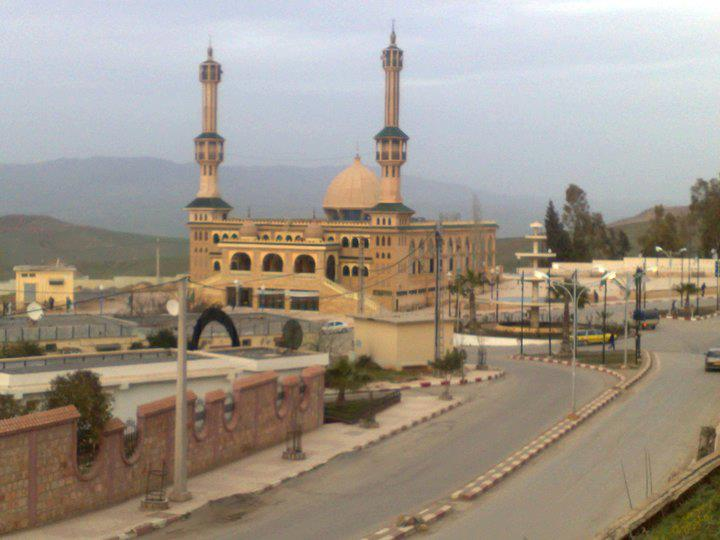
Mila

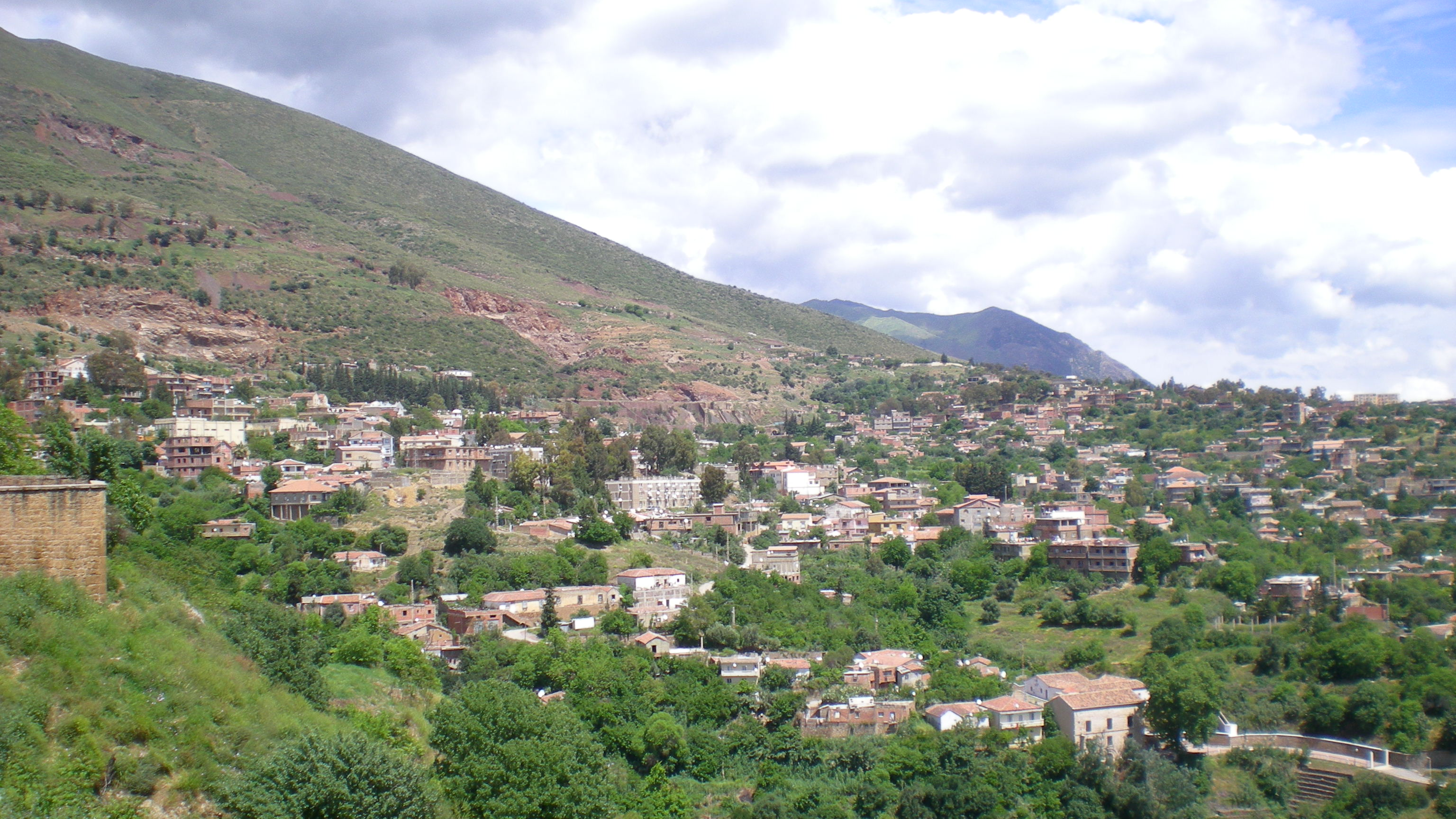
Miliana

- Maghnia (87 373 hab.)[a 24]
- Mecheria (65 043 hab.)[a 25]
- Messaad (97 091 hab.)[a 11]
- Mila (63 251 hab.)[a 19]
- Mohammadia (62 410 hab.)[a 26]

### N
- Nouvelle ville d'Ali Mendjeli (64 120 hab.)[a 27]

### O
- Oued Rhiou (55 430 hab.)[a 28]
- Ouled Djellal (58 481 hab.)[a 29]
- Oum El Bouaghi (67 201 hab.)[a 12]

### S

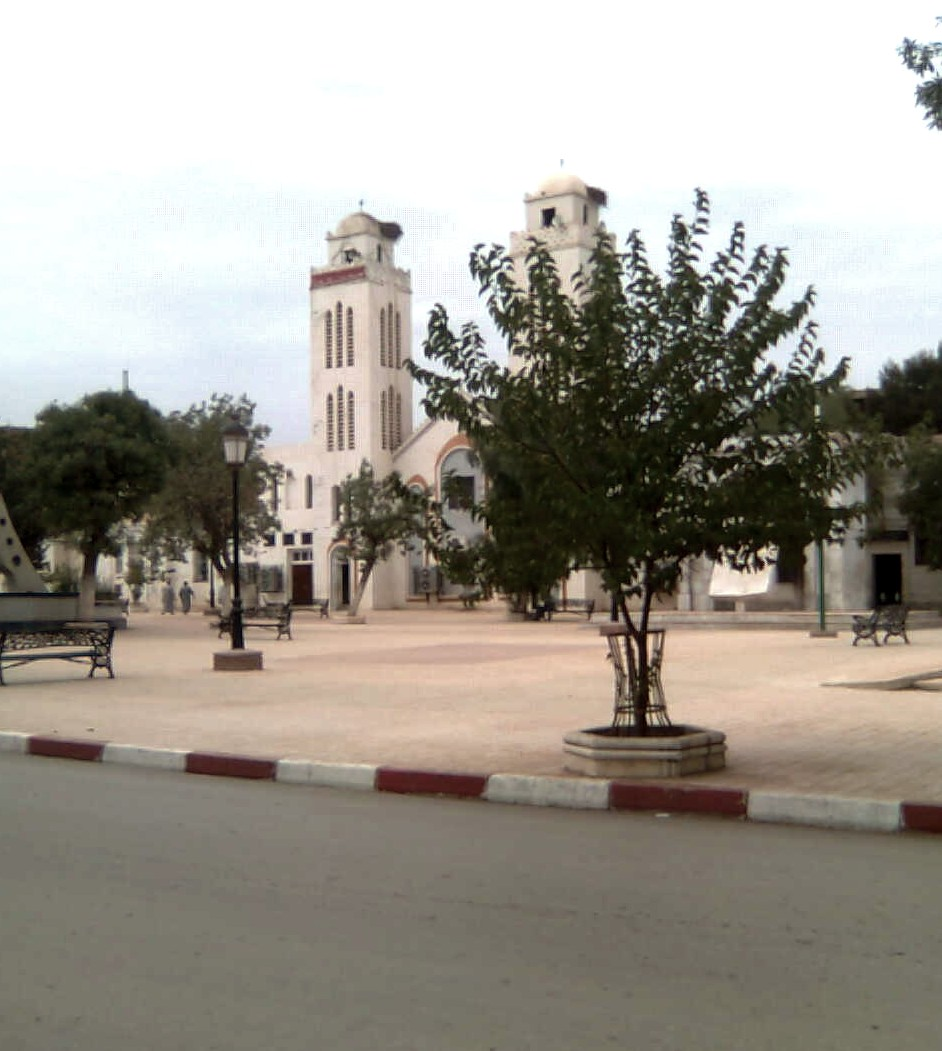
Tissemsilt

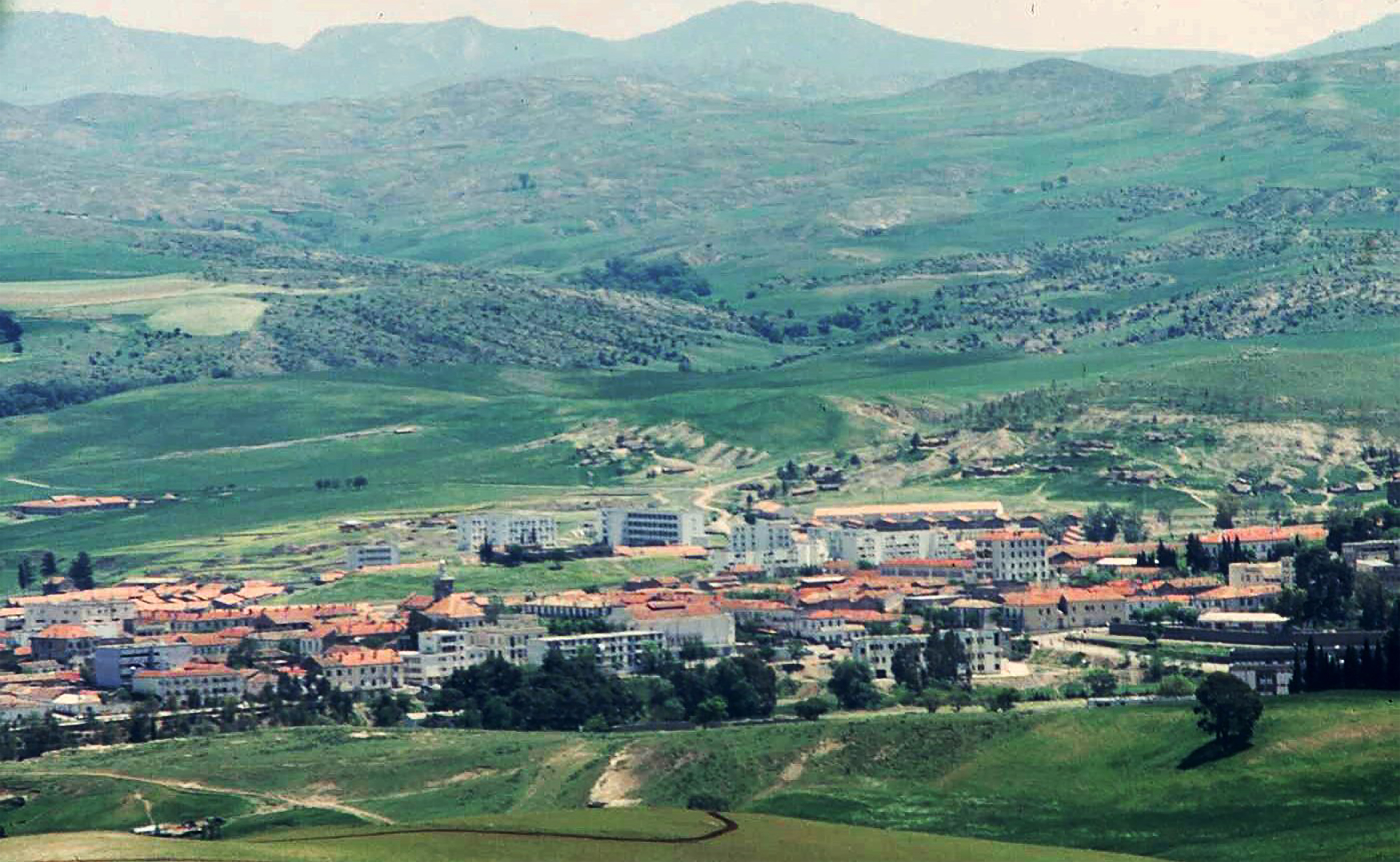
Sour El-Ghozlane

- Sidi Aïssa (66 856 hab.)[a 30]
- Sig (61 373 hab.)[a 26]
- Sougueur (71 036 hab.)[a 23]

### T

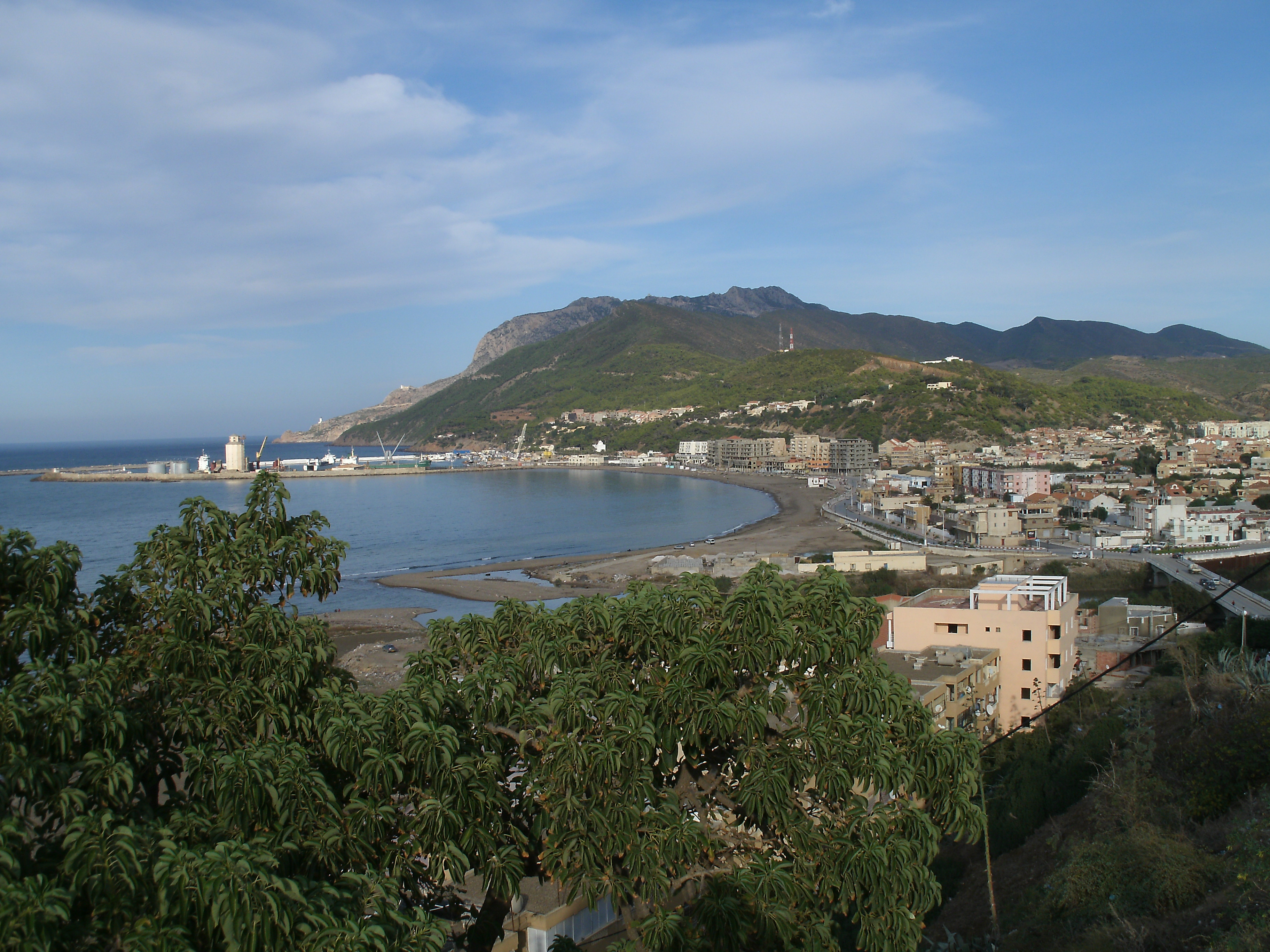
Ténès

- Taher (60 426 hab.)[a 31]
- Tamanrasset (81 752 hab.)[a 32]
- Tissemsilt (66 084 hab.)[a 33]
- Tolga (50 575 hab.)[a 29]

## Liste des petites villes
| Sommaire : | - Haut - A - B - C - D - E - F - G - H - I - K - L - M - N - O - R - S - T - Z |

### A
- Aïn Arnat (25 315 hab.)[a 10]
- Aïn Azel (37 970 hab.)[a 10]
- Aïn Bessem (46 548 hab.)[a 18]
- Aïn Deheb (24 340 hab.)[a 23]
- Aïn El Hadjar (21 139 hab.)[a 34]
- Aïn El Hadjel (28 728 hab.)[a 30]
- Aïn El Kebira (24 075 hab.)[a 10]
- Aïn El Melh (32 880 hab.)[a 30]
- Aïn Fakroun (48 804 hab.)[a 12]
- Aïn Kercha (30 575 hab.)[a 12]
- Aïn-Sefra (47 415 hab.)[a 25]
- Aïn Tedles (21 381 hab.)[a 35]
- Akbou (43 291 hab.)[a 36]
- Amizour (29 314 hab.)[a 36]
- Ammi Moussa (27 530 hab.)[a 28]
- Aoulef (21 723 hab.)[a 7]
- Arris (23 668 hab.)[a 14]
- Azazga (32 515 hab.)[a 37]
- Azzaba (33 766 hab.)[a 38]

### B
- Beni Saf (39 749 hab.)[a 13]
- Beni Tamou (33 846 hab.)[a 17]
- Berriane (30 170 hab.)[a 22]
- Birine (26 670 hab.)[a 11]
- Bordj Ghedir (21 967 hab.)[a 39]
- Bordj Menaïel (44 572 hab.)[a 40]
- Bougaa (31 922 hab.)[a 10]
- Bougara (38 352 hab.)[a 17]
- Boukadir (28 652 hab.)[a 20]
- Boumerdés (28 996 hab.)[a 40]
- Bouzguen (21 097 hab.)[a 37]

### C
- Chechar (20 517 hab.)[a 41]
- Chellalat El Adhaoura (26 077 hab.)[a 15]
- Cherchell (33 575 hab.)[a 42]
- Chetouane (36 776 hab.)[a 24]
- Collo (29 354 hab.)[a 38]

### D

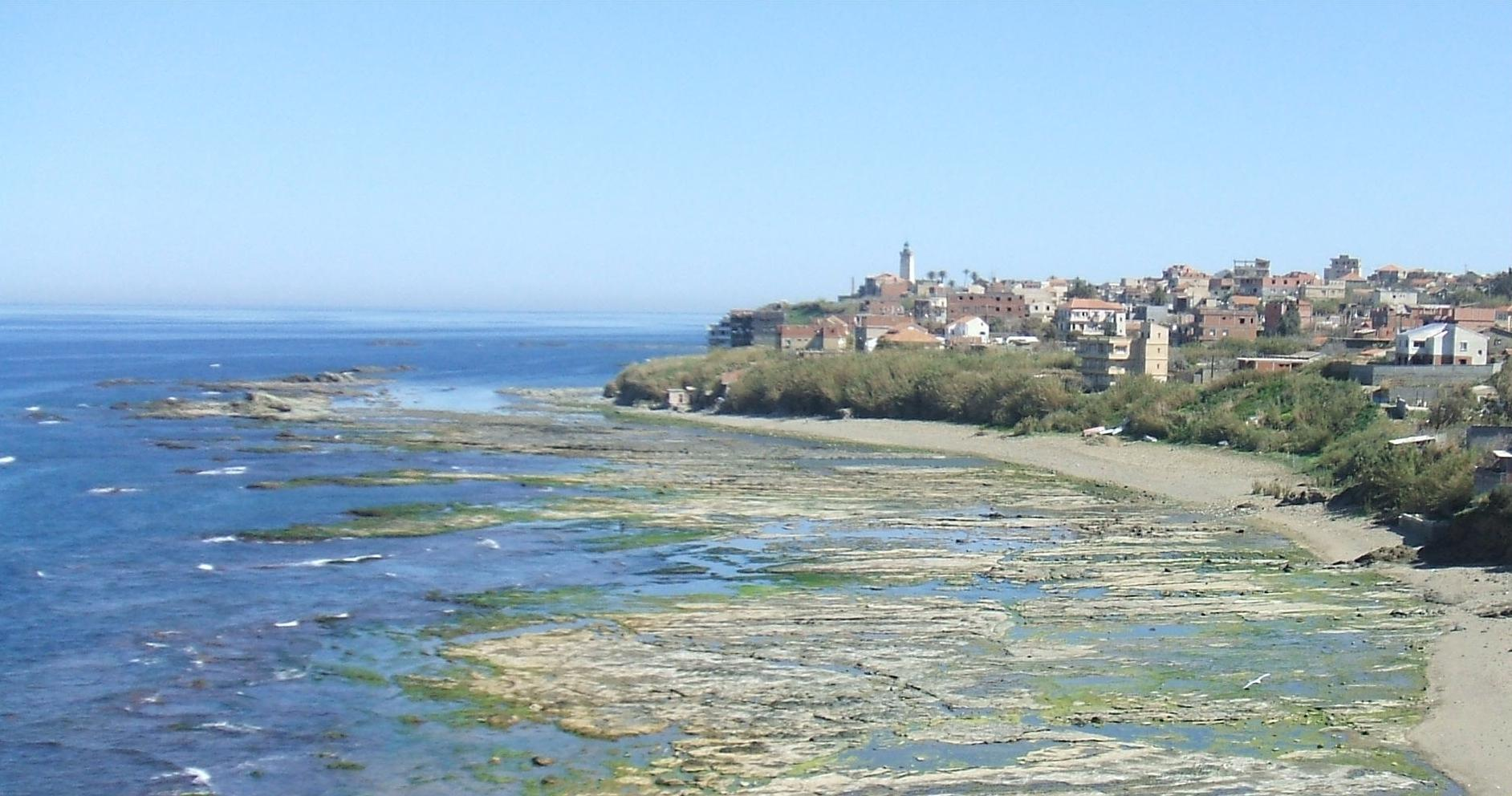
Dellys

- Dar Chioukh (26 605 hab.)[a 11]
- Dellys (22 013 hab.)[a 40]
- Djamaa (34 920 hab.)[a 43]
- Djidioua (24 962 hab.)[a 28]
- Draâ Ben Khedda (29 403 hab.)[a 37]

### E
- El Abadia (27 185 hab.)[a 9]
- El Abiodh Sidi Cheikh (24 785 hab.)[a 21]
- El Affroun (35 074 hab.)[a 17]
- El Attaf (33 349 hab.)[a 9]
- El Harrouch (33 085 hab.)[a 38]
- El Idrissia (29 856 hab.)[a 11]
- El Kala (24 189 hab.)[a 44]
- El Kseur (23 579 hab.)[a 36]
- El M'Ghair (39 106 hab.)[a 43]
- El Mahmal (28 195 hab.)[a 41]
- El Milia (45 945 hab.)[a 31]

### F

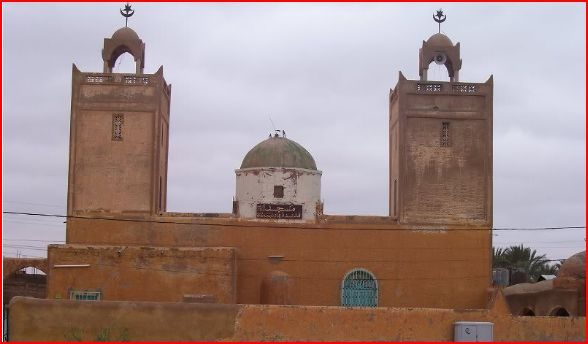
Guemar

- Faidh El Botma (26 857 hab.)[a 11]
- Ferjioua (26 176 hab.)[a 19]
- Frenda (49 376 hab.)[a 23]

### G
- Ghazaouet (28 433 hab.)[a 24]
- Ghriss (28 728 hab.)[a 26]
- Grarem Gouga (28 551 hab.)[a 19]
- Guemar (48 413 hab.)[a 43]

### H
- Had-Sahary (22 240 hab.)[a 11]
- Hadjout (33 830 hab.)[a 42]
- Hammam Bouhadjar (25 912 hab.)[a 13]
- Hammam Dhalaa (22 774 hab.)[a 30]
- Hassi Khalifa (22 502 hab.)[a 43]
- Hassi Messaoud (44 478 hab.)[a 45]
- Héliopolis (23 609 hab.)[a 46]
- Hennaya (26 515 hab.)[a 24]

### I

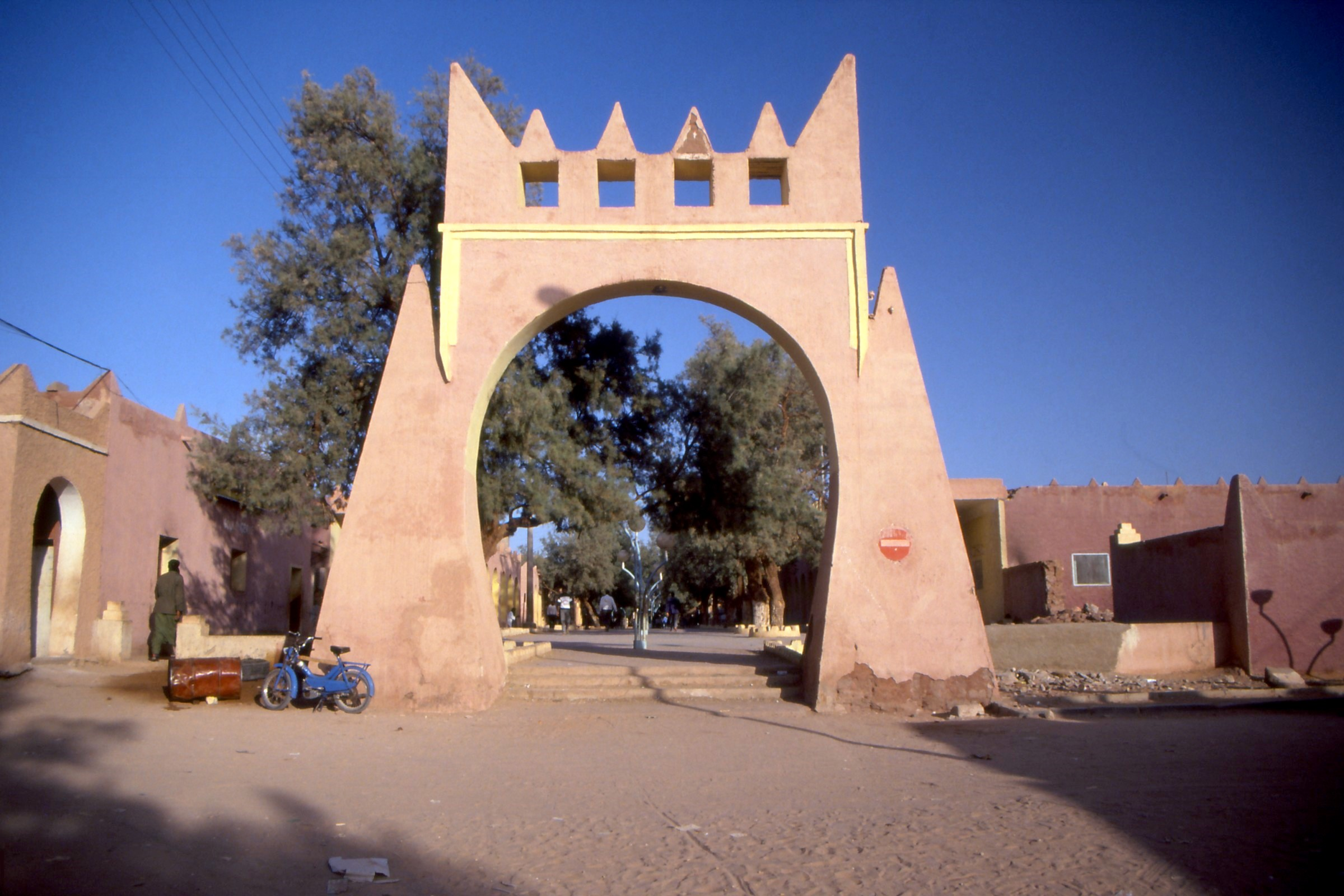
InSalah

- In Salah (22 238 hab.)[a 32]

### K
- Kais (32 668 hab.)[a 41]
- Kherrata (23 657 hab.)[a 36]
- Ksar El Hirane (21 650 hab.)[a 8]

### L

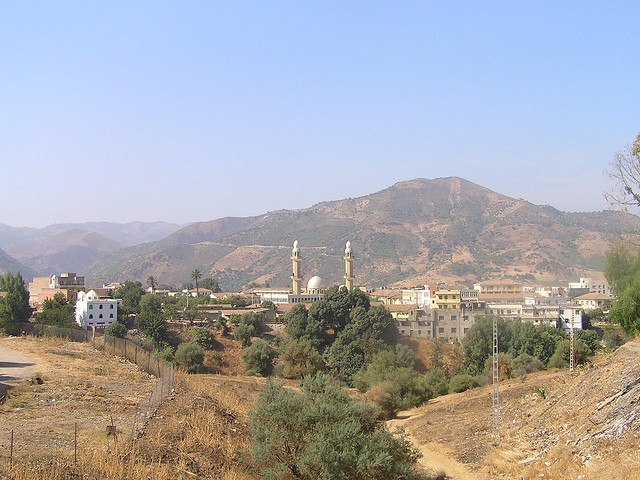
Lakhdaria

- Lakhdaria (42 886 hab.)[a 18]

### M
- M'daourouch (36 351 hab.)[a 47]
- Magrane (22 932 hab.)[a 43]
- Mahdia (31 396 hab.)[a 23]
- Merouana (24 120 hab.)[a 14]
- Meskiana (24 942 hab.)[a 12]
- Metlili (39 588 hab.)[a 22]
- Miliana (43 366 hab.)[a 9]
- Mouzaia (28 552 hab.)[a 17]

### N
- N'Gaous (29 453 hab.)[a 14]
- Nedroma (27 742 hab.)[a 24]

### O
- Oued Athmania (22 988 hab.)[a 19]
- Oued Zenati (27 441 hab.)[a 46]
- Ouenza (47 312 hab.)[a 16]
- Ouled Mimoun (25 377 hab.)[a 24]
- Ouled Slama (27 573 hab.)[a 17]
- Ouzellaguen (20 408 hab.)[a 36]

### R

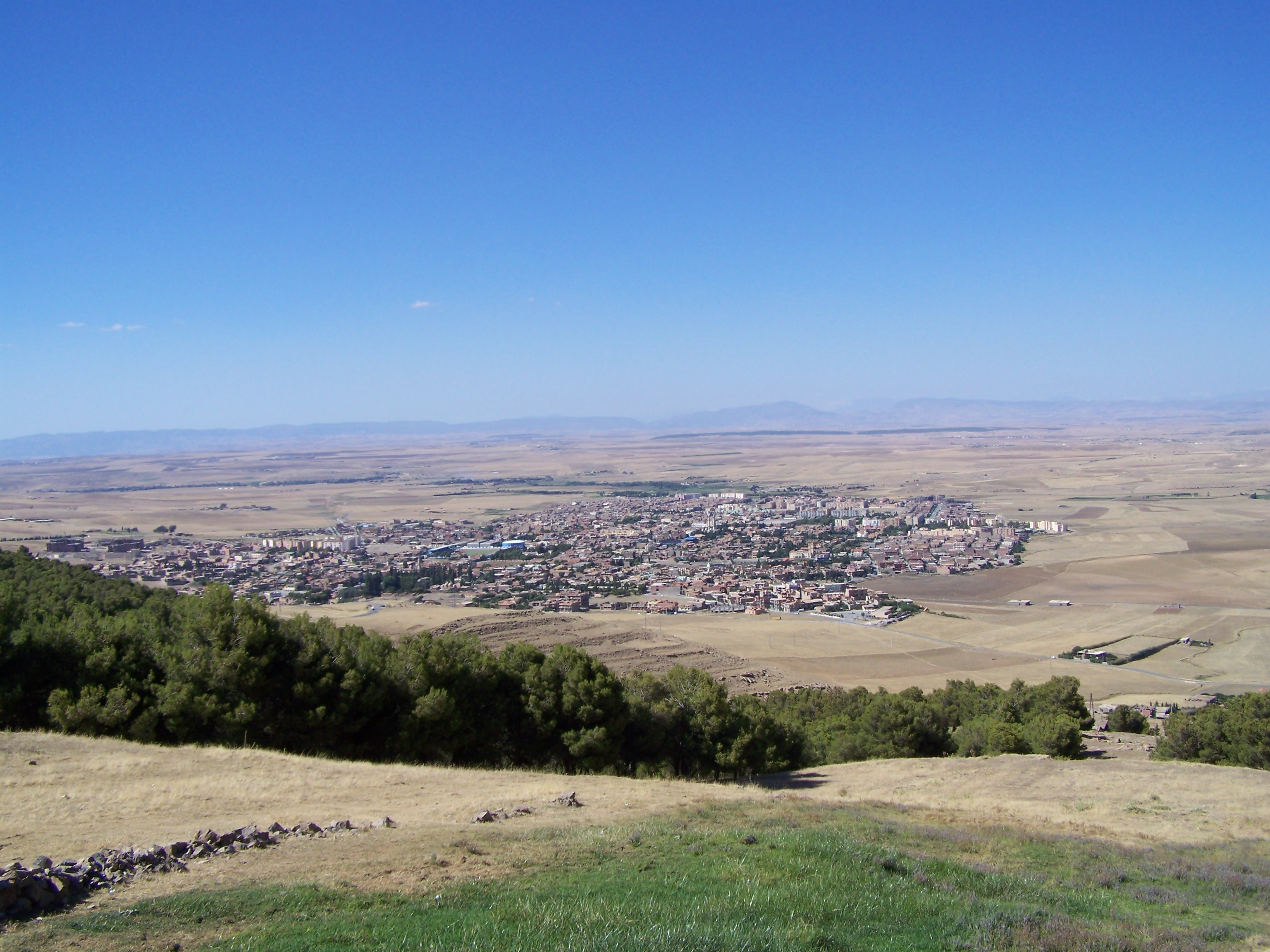
Ras El Oued

- Ras El Aioun (20 827 hab.)[a 14]
- Ras El Oued (44 947 hab.)[a 39]
- Reguiba (25 210 hab.)[a 43]
- Remchi (31 837 hab.)[a 24]

### S
- Sebdou (32 570 hab.)[a 24]
- Sidi Ali (21 728 hab.)[a 35]
- Sedrata (45 300 hab.)[a 47]
- Sfisef (27 914 hab.)[a 48]
- Sidi Khaled (38 987 hab.)[a 29]
- Sidi Okba (29 499 hab.)[a 29]
- Sour El-Ghozlane (43 985 hab.)[a 18]

### T
- Tadjenanet (41 833 hab.)[a 19]
- Takhemaret (20 827 hab.)[a 23]
- Tamacine (20 061 hab.)[a 45]
- Tamalous (23 728 hab.)[a 38]
- Tazmalt (24 559 hab.)[a 36]
- Tazoult (22 918 hab.)[a 14]
- Telagh (24 310 hab.)[a 48]
- Teleghma (26 248 hab.)[a 19]
- Ténès (29 220 hab.)[a 20]
- Theniet El Had (27 628 hab.)[a 33]
- Tighennif (39 938 hab.)[a 26]
- Timimoun (22 086 hab.)[a 7]
- Tindouf (45 610 hab.)[a 49]
- Tizi Gheniff (20 738 hab.)[a 37]

### Z
- Zemmora (23 053 hab.)[a 28]

## Agglomérations suburbaines de plus de20 000 habitants
Les agglomérations suburbaines sont des zones de résidence ou d’activité voisines des quatre métropoles : Alger, Oran, Constantine et Annaba et comptent plus de 75 % des actifs non agricoles. En 2008, elles étaient au nombre de 90, réparties dans huit wilayas.

### Alger

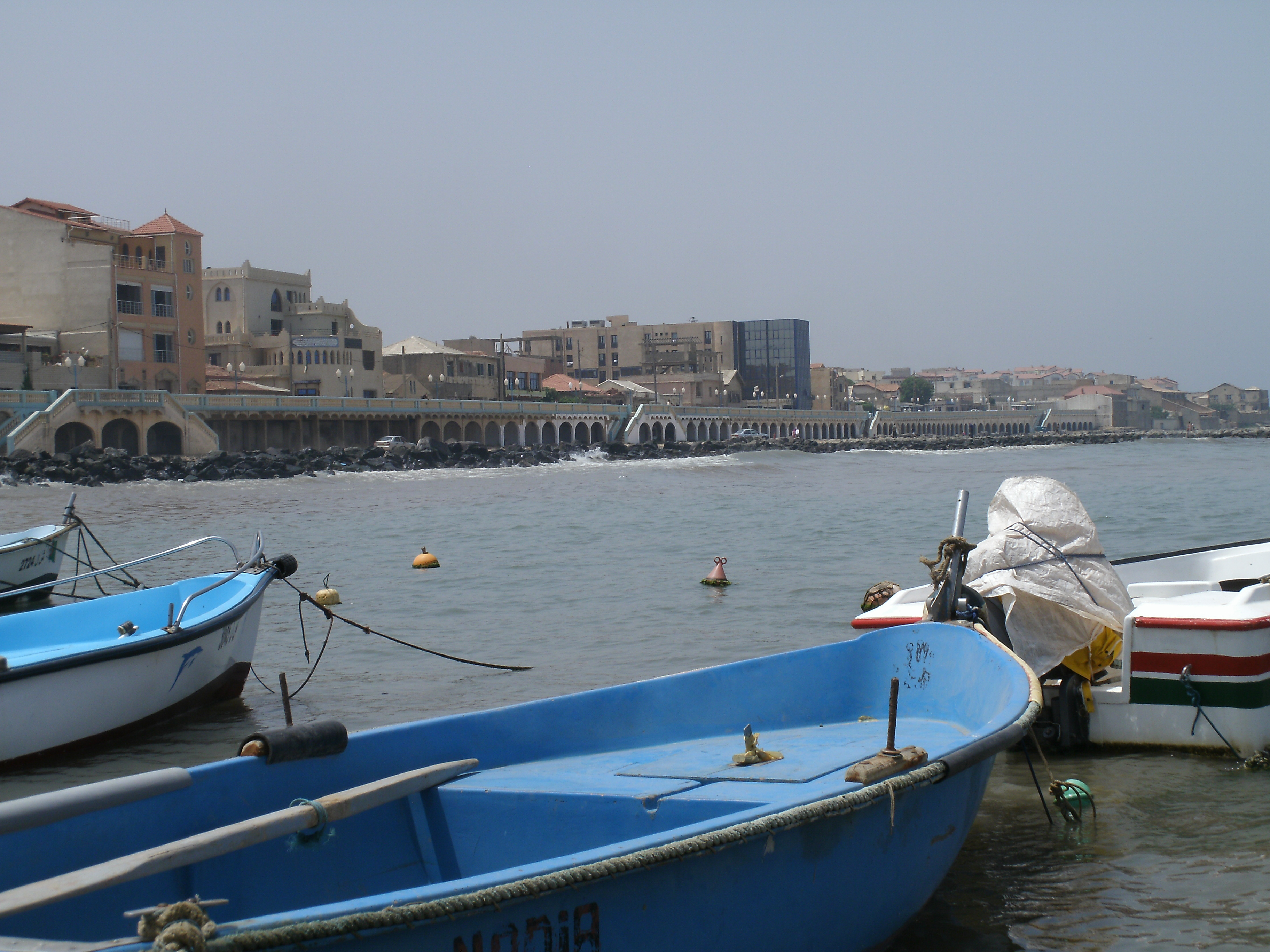
Bou Ismaïl

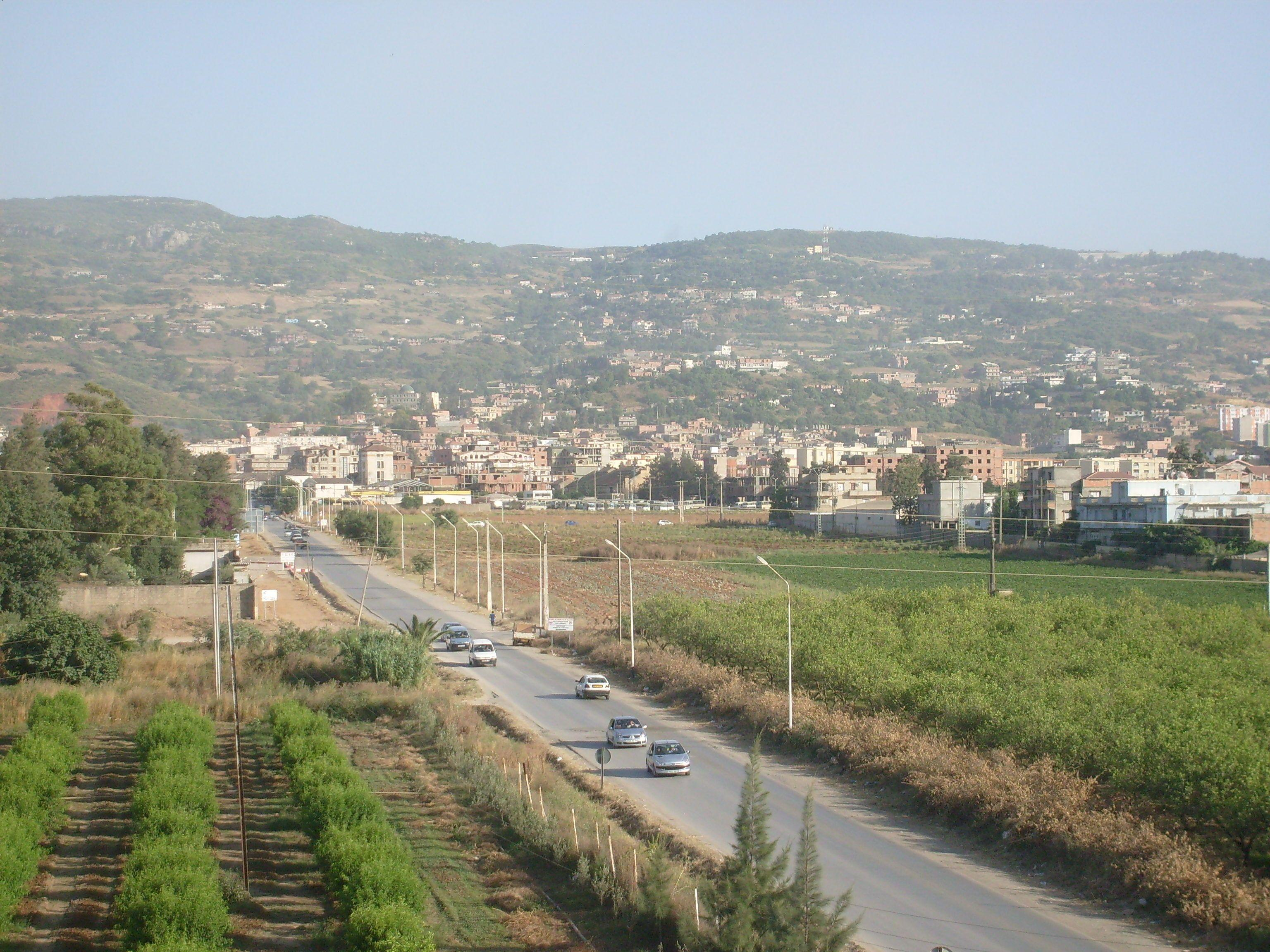
Meftah

- Aïn Taya (33 575 hab.)[a 51]
- Baba Hassen (22 199 hab.)[a 51]
- Bou Ismaïl (40 984 hab.)[a 42]
- Boudouaou (56 398 hab.)[a 40]
- Douera (46 266 hab.)[a 51]
- Fouka (24 557 hab.)[a 42]
- H'raoua (24 371 hab.)[a 51]
- Khemis El Khechna (46 965 hab.)[a 40]
- Koléa (61 643 hab.)[a 42]
- Larbaa (Blida) (58 295 hab.)[a 17]
- Meftah (40 878 hab.)[a 17]
- Ouled Hedadj (29 012 hab.)[a 40]
- Ouled Moussa (40 692 hab.)[a 40]
- Reghaïa (117 558 hab.)[a 51]
- Sidi Moussa (30 887 hab.)[a 51]
- Zéralda (23 946 hab.)[a 51]

### Oran
- Aïn Beïda (39 064 hab.)[a 52]
- Aïn El Bia (21 065 hab.)[a 52]
- Aïn El Turk (36 326 hab.)[a 52]
- Arzew (58 162 hab.)[a 52]
- En Nedjma (51 665 hab.)[a 52]
- Gdyel (32 774 hab.)[a 52]
- Hassi Bounif (53 700 hab.)[a 52]
- Sidi Chami (22 680 hab.)[a 52]

### Constantine

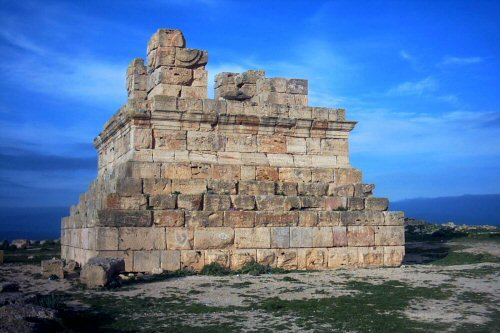
El Khroub

- Aïn Abid (22 529 hab.)[a 27]
- Aïn Smara (32 057 hab.)[a 27]
- El Khroub (90 122 hab.)[a 27]
- Hamma Bouziane (83 603 hab.)[a 27]
- Zighoud Youcef (28 764 hab.)[a 27]
- Zouaghi (20 110 hab.)[a 27]

### Annaba
- Echatt (20 787 hab.)[a 44]
- El Hadjar (26 060 hab.)[a 53]
- Hadjar Eddiss (29 629 hab.)[a 53]
- Sidi Amar (45 148 hab.)[a 53]